# 保罗·劳伦斯·邓巴
保罗·劳伦斯·邓巴（Paul Laurence Dunbar ，1872年6月27日—1906年2月9日）是一位非裔美国诗人、小说家，是最早在美国和国际出名的美国黑人作家。不过，由于罹患结核病，他33岁便在故乡代顿去世。

## 生平
1872年6月27日，保罗·劳伦斯·邓巴出生于俄亥俄州代顿霍华德街311号，他的父母在美国内战前是肯塔基州的黑奴。其父约书亚在战争结束前就逃离了肯塔基州，曾在第55马萨诸塞州步兵团服役。其母亲在生下第二个孩子（一个女儿）后不久就离开了约书亚，随后带着家人来到代顿。约书亚于1885年8月16日去世。
邓巴在6岁时写下了他的第一首诗，9岁时首次公开朗诵。他的母亲为帮助他完成学业还专门学会了阅读。她经常和儿子一起读圣经，希望他可以成为非洲卫理公会的牧师。
就读代顿中央高中时，他是唯一的非裔美国学生，莱特兄弟是他的同学和朋友。在学校他深受欢迎，曾当过一个文艺社团的社长，也是校报编辑和辩论社成员。
1891年毕业后，邓巴成为电梯操作员，周薪四美元。他想学法律，但经济条件有限而未能如愿。1893年，邓巴的第一本诗集《橡树与常春藤》（Oak and Ivy）由他自费出版，通过向在他那里搭电梯的人兜售等手段，两周内迅速回本。
他的作品引起了詹姆斯·惠特科姆·莱利、查理斯·A·撒切尔（Charles A. Thatcher）等人的注意。撒切尔曾提出帮他支付学费让他读大学，但邓巴希望坚持写作，撒切尔因此到处去宣传邓巴。此外，精神病学家亨利·A·托比（Henry A. Tobey）也给他提供过经济援助。撒切尔和托比共同支持出版了邓巴的第二本诗集《Majors and Minors》（1896年）。
尽管经常发表诗歌、偶尔公开朗读，邓巴还是难以养活自己和母亲。他的许多努力都没有得到回报，而且他花钱大手大脚，1890年代中期已经负债累累。1896年6月27日，威廉·迪恩·豪威尔斯在《哈珀周刊》上发表了对邓巴第二本书的好评。豪威尔斯的影响力邓巴在国内西名声鹊起。通过他的诗歌，他结识了黑人领袖弗雷德里克·道格拉斯和布克·T·华盛顿。
他写过几部描写白人生活的小说，并不是很受欢迎。他曾为《在达荷美》（In Dahomey）创作歌词，这部剧于1903年在百老汇上演，颇为成功，并在英美巡回演出。
1897年，邓巴前往英格兰，在伦敦朗诵他的作品。他遇到了年轻的黑人作曲家塞缪尔·柯勒律治-泰勒，后者将邓巴的一些诗歌谱成了曲子。在海约翰的赞助下，当时也住在伦敦的非裔美国剧作家亨利·弗朗西斯·唐宁为邓巴和柯勒律治-泰勒安排了一场独奏会。
邓巴也活跃于非裔美国人人权运动中，参加了1897年3月5日纪念弗雷德里克·道格拉斯的活动，成为美国黑人学院的创始成员。

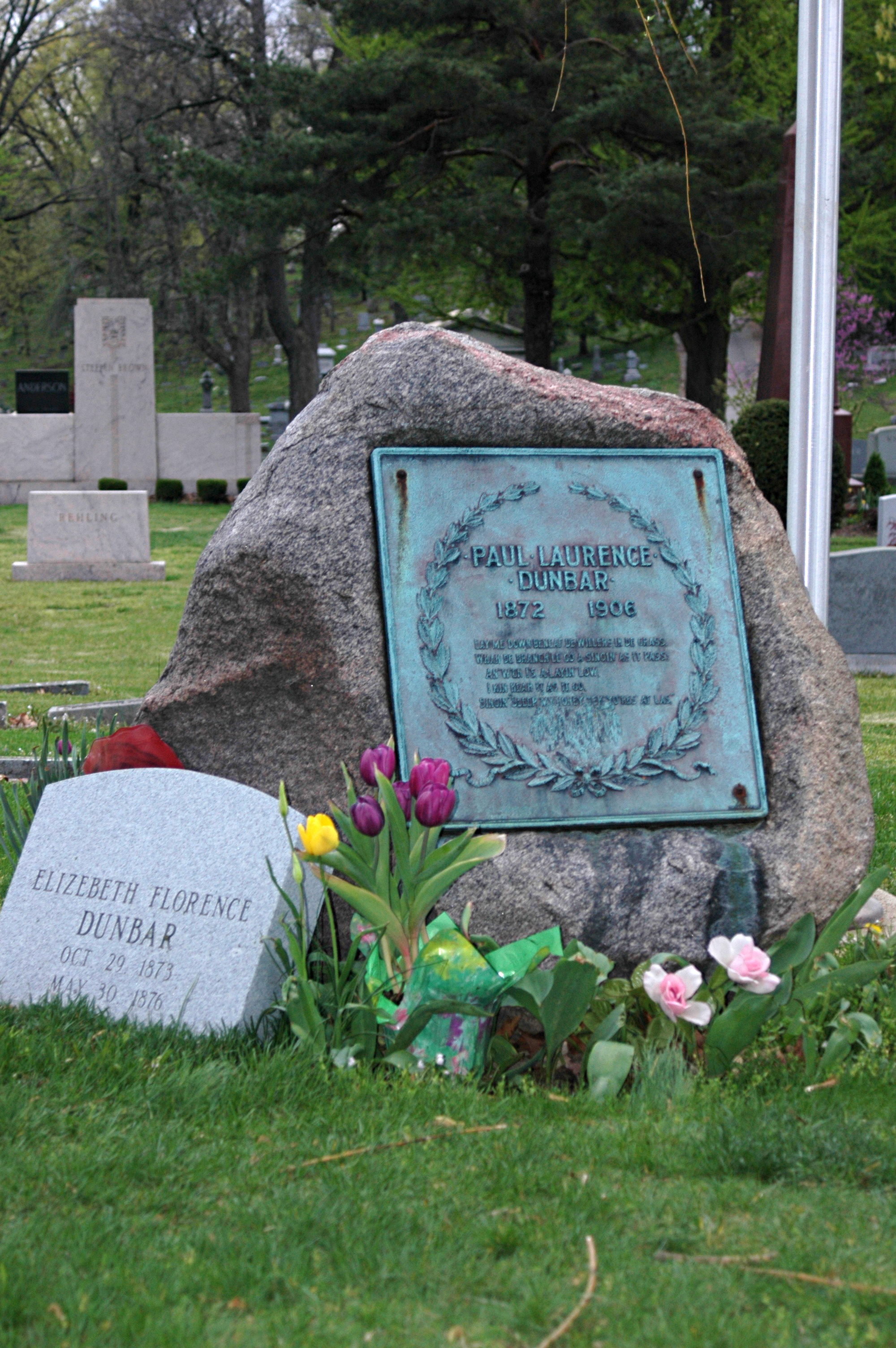
邓巴的墓碑

从英国回来后，邓巴于1898年3月6日与爱丽丝·露丝·摩尔结婚。她是一位来自新奥尔良的教师和诗人，两人已相识三年。
1897年10月，邓巴在华盛顿特区的国会图书馆找到了一份工作。他和妻子搬到首都，住在上流人士云集的勒德罗伊特公园（LeDroit Park）。但在妻子的催促下，邓巴很快就辞掉了工作，专注于写作。他在《下层人抒情诗》（Lyrics of Lowly Life）出版后就读霍华德大学。
1900年，他被诊断出结核病，医生建议他喝威士忌来缓解症状，并和妻子搬到科罗拉多州依靠寒冷干燥的山区空气恢复健康。但邓巴酗酒而脾气也越发暴躁，最终因家暴妻子而在1902年与妻子分居。
1904年，他返回代顿，1906年死于结核病，葬在代顿的林地公墓。

## 作品风格
邓巴的大部分作品都是用正规英语写成的，但使用了一些黑人俗语及地方方言。邓巴自己对方言诗态度矛盾，一方面觉得这显得黑人没教养，一方面又表示对方言十分热爱。
邓巴感激威廉·迪恩·豪威尔斯帮助他成名，但认为对方过于坚持让他写方言诗，而影响了他正常的创作。

## 评价与影响
邓巴是第一位在全美范围出名的非裔美国诗人。弗雷德里克·道格拉斯说邓巴是“他的种族中诞生出来的最甜美的诗人”。

他的朋友詹姆斯·韦尔登·约翰逊在《美国黑人诗歌之书》（The Book of American Negro Poetry）高度赞扬了邓巴： 
保罗·劳伦斯·邓巴是美国黑人中第一个脱颖而出、表现出对诗歌材料和诗歌技巧的综合掌握、展示出与生俱来的文学素养、并保持高水平表现的诗人。他是第一个上升到能观察自己种族的高度的人。他是第一个客观地看到它的幽默、它的迷信、它的缺点的人；也是第一个同情它的心伤、它的渴望、它的抱负、并以纯粹的文学形式表达它们的人。
不过，约翰逊也批评了邓巴的方言诗，称它们助长了黑人滑稽、可悲的刻板印象，并加固了“黑人只能写南北战争前南方种植园生活”这一社会限制。
作曲家威廉·格兰特·斯蒂尔使用邓巴诗的为其交响曲《非裔美国人》（Afro-American；1930） 的四个乐章题词。马娅·安杰卢的自传《我知道笼中鸟为何歌唱》（1969）标题来自邓巴的诗《Sympathy》。安杰卢说是邓巴的作品促使她立志写作。
邓巴在俄亥俄州代顿的故居被现为美国国家历史遗址，隶属于代顿航空遗产国家历史公园。

## 作品
诗
- Oak and Ivy (1892)[26]

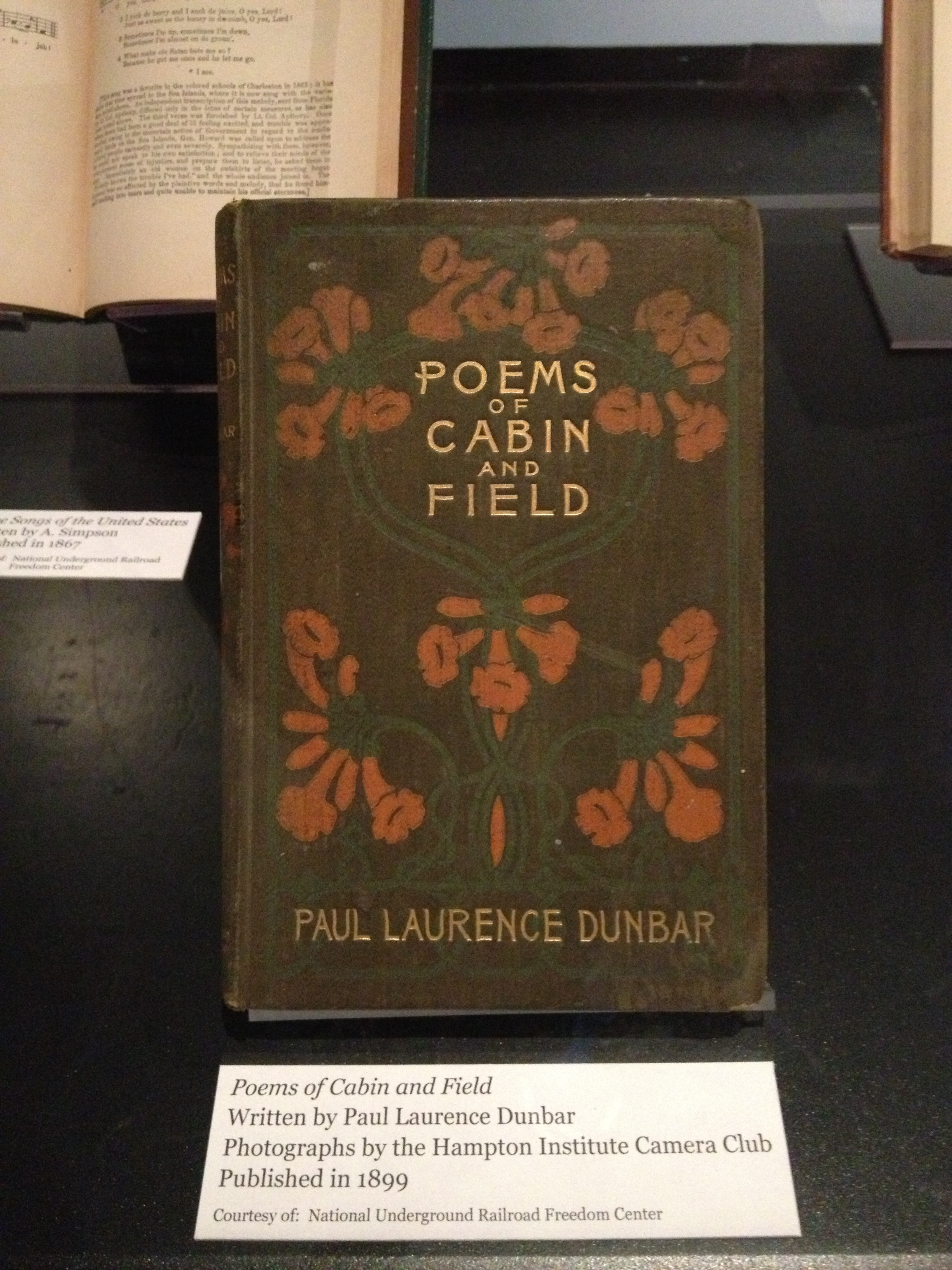
Poems of Cabin and Field

- Majors and Minors (1896)[26]
- Lyrics of Lowly Life (1896)[26]
- We Wear the Mask (1896)[26]
- Li'l' Gal (1896)
- When Malindy Sings (1896)
- Poems of Cabin and Field (1899)
- The Haunted Oak (1900)
- Candle-lightin' Time (1901)
- Lyrics of the Hearthside (1902)
- Lyrics of Sunshine and Shadow (1905)[26]
- Joggin' Erlong (1906)

小说
- Folks From Dixie (1898)[6]
- The Uncalled (1898)
- The Heart of Happy Hollow: A Collection of Stories[27]
- The Strength of Gideon and Other Stories (1900).[27]
- The Love of Landry[6]
- The Fanatics, [6]
- The Sport of the Gods (1902)[27]
- In Old Plantation Days (1903)[26]

文章
- <代表性的美国黑人>（Representative American Negroes），收录于布克·华盛顿的《黑人问题》（The Negro Problem；1903）[27]